# Arnórr Jarlaskáld
Arnórr Þórðarson jarlaskáld (Poeta de los jarls) (1018 - 1072) fue un escaldo de Islandia, hijo de Þórðr Kolbeinsson. Arnórr viajó como comerciante y visitaba a menudo las Orcadas donde componía poemas para los jarls, de ahí su apodo. Para Thorfinn Sigurdsson compuso Þórfinnsdrápa y para el rey Magnus I de Noruega compuso Hrynhenda. También compuso poemas para Harald III de Noruega. Está considerado uno de los mejores escaldos del siglo XI.